# Bethelkerk (Chilliwack)
De Bethelkerk aan de Broadway street in het Canadese Chilliwack is een kerkgebouw van de Netherlands Reformed Congregations. Het gebouw is gebouwd in 1990 en 1991. Op 12 februari 1991 is het gebouw in gebruik genomen door de plaatselijke predikant ds. H. Hofman. De gemeente had in 865 leden in 2014. Dat zijn er meer geweest, maar in 2003 is er een scheuring gekomen in de gemeente waarbij de plaatselijke Heritage Reformed Congregation ontstond. Het gebouw heeft dan ook 1.500 zitplaatsen. 
In 30 april 1952 werd de plaatselijke Gereformeerde Gemeente (Bethel Netherlands Reformed Congregation NRC) geïnstitueerd, In 1975 werd een eigen school gestart, de Timothy School. Plaatselijke predikant is sinds 1996 ds. P. van Ruitenburg.
In Chilliwack wonen vele (nakomelingen van) Nederlandse emigranten. Er bevindt behalve deze gemeente ook een Gereformeerde Gemeente in Nederland (Reformed Congregations in North America) met 1251 leden. Ook de plaatselijke Heritage Reformed Congregation (bediend door ds. B. Elshout) en de Free Reformed Church (bediend door ds. J Koopman) zijn Nederlandse emigrantenkerken.